# Contrajihad
A contrajihad é uma corrente política vagamente formada por escritores, bloggerss, think tanks, movimentos de rua e organizações de campanha, todos ligados por crenças apocalípticas, que vêem o Islão, não como uma religião, mas como uma visão do mundo que constitui uma ameaça existencial para a civilização ocidental. Consequentemente, os contra-jihadistas consideram todos os muçulmanos uma ameaça potencial, especialmente quando estes vivem já dentro das fronteiras ocidentais. Portanto, os muçulmanos ocidentais são retratados como uma "quinta-coluna", que juntos procuram desestabilizar a identidade e os valores das nações ocidentais em benefício de um movimento islâmico internacional que tenta estabelecer um califado no Ocidente. A contrajihad tem sido também descrita como anti-islâmica, islamofóbica, incitadora à aversão contra os muçulmanos e ultra-direita.
Embora as raízes do movimento remontem à década de 1980, só aumentaram significativamente depois dos ataques de 11 de setembro de 2001 nos Estados Unidos e de 7 de julho de 2005 em Londres. Já em 2006, comentadores online como Fjordman foram identificados como tendo desempenhado um papel fundamental no nascimento da ideologia contra-jihadista. O movimento recebeu atenção considerável, após ataques de lobos solitários, como o extremista de direita Anders Behring Breivik, cujo manifesto reproduziu extensivamente os escritos de blogueiros proeminentes da contra-jihad, e o surgimento de movimentos de rua como a English Defence League|Liga de Defesa Inglesa]] (EDL) e a PEGIDA. O movimento tem apoiantes tanto na Europa como na América do Norte. A ala europeia está mais focada na alegada ameaça cultural às tradições europeias derivadas das populações muçulmanas imigrantes, enquanto a ala americana enfatiza uma alegada ameaça externa, essencialmente de natureza terrorista.